# Jaden Servania
Jaden Servania (Birmingham, 16 luglio 2001) è un calciatore statunitense naturalizzato portoricano, centrocampista del North Carolina e della nazionale portoricana.

## Caratteristiche tecniche
È un esterno destro.

## Carriera

### Nazionale
Il 19 gennaio 2021 debutta con la nazionale portoricana giocando l'amichevole vinta 1-0 contro la Rep. Dominicana.

## Statistiche
Statistiche aggiornate al 26 marzo 2021.

### Presenze e reti nei club
| Stagione        | Squadra           | Campionato      | Campionato | Campionato | Coppe nazionali | Coppe nazionali | Coppe nazionali | Coppe continentali | Coppe continentali | Coppe continentali | Altre coppe | Altre coppe | Altre coppe | Totale | Totale | Totale |
| Stagione        | Squadra           | Comp            | Pres       | Reti       | Comp            | Pres            | Reti            | Comp               | Pres               | Reti               | Comp        | Pres        | Reti        | Pres   | Reti   |        |
| --------------- | ----------------- | --------------- | ---------- | ---------- | --------------- | --------------- | --------------- | ------------------ | ------------------ | ------------------ | ----------- | ----------- | ----------- | ------ | ------ | ------ |
| 2020            | Birmingham Legion | USL             | 17         | 3          |                 | -               | -               |                    | -                  | -                  |             | -           | -           | 17     | 3      |        |
| Totale carriera | Totale carriera   | Totale carriera | 17         | 3          |                 | -               | -               |                    | -                  | -                  |             | -           | -           | 17     | 3      |        |

### Cronologia presenze e reti in nazionale
| Cronologia completa delle presenze e delle reti in nazionale ― Porto Rico | Cronologia completa delle presenze e delle reti in nazionale ― Porto Rico | Cronologia completa delle presenze e delle reti in nazionale ― Porto Rico | Cronologia completa delle presenze e delle reti in nazionale ― Porto Rico | Cronologia completa delle presenze e delle reti in nazionale ― Porto Rico | Cronologia completa delle presenze e delle reti in nazionale ― Porto Rico | Cronologia completa delle presenze e delle reti in nazionale ― Porto Rico | Cronologia completa delle presenze e delle reti in nazionale ― Porto Rico |
| Data                                                                      | Città                                                                     | In casa                                                                   | Risultato                                                                 | Ospiti                                                                    | Competizione                                                              | Reti                                                                      | Note                                                                      |
| ------------------------------------------------------------------------- | ------------------------------------------------------------------------- | ------------------------------------------------------------------------- | ------------------------------------------------------------------------- | ------------------------------------------------------------------------- | ------------------------------------------------------------------------- | ------------------------------------------------------------------------- | ------------------------------------------------------------------------- |
| 19-1-2021                                                                 | Santo Domingo                                                             | Rep. Dominicana                                                           | 0 – 1                                                                     | Porto Rico                                                                | Amichevole                                                                | -                                                                         |                                                                           |
| 22-1-2021                                                                 | Città del Guatemala                                                       | Guatemala                                                                 | 1 – 0                                                                     | Porto Rico                                                                | Amichevole                                                                | -                                                                         |                                                                           |
| 24-3-2021                                                                 | San Cristóbal                                                             | Saint Kitts e Nevis                                                       | 1 – 0                                                                     | Porto Rico                                                                | Qual. Mondiali 2022                                                       | -                                                                         | 89’                                                                       |
| Totale                                                                    |                                                                           | Presenze                                                                  | 3                                                                         |                                                                           | Reti                                                                      | 0                                                                         |                                                                           |

## Palmarès
- USL League One: 1

North Carolina: 2023